# Брист
Брист (на хърватски: Brist) е село в Хърватия, в Южна Далмация. Разположено е на Адриатическото крайбрежие между градовете Макарска и Плоче в подножието на планината Биоково. В административно отношение попада в границите на Сплитско-далматинска жупания. Селището е основано през XVI в.

## История
При основаването си селото е било разположено по-нагоре в планината, но през XIX век с разрастването си се премества към брега на морето. На мястото на старото селище са открити гробове от бронзовата и желязната епоха, както и средновековни стечки. Запазени са останки от старите каменни къщи, както и средновековната църква Св. Маргарита, в която са открити гробове на представители на аристократичния род Качичи, владяли някога тези земи.
В днешното село Брист също има църква Св. Маргарита, построена през 1870 г.

## Население
Според преброяването от 2011 г. Брист има население от 400 души. Жителите му се занимават с риболов, отглеждане на лозя, производство на зехтин и вино, развива се и туризмът.

## Личности
В Брист е роден бележитият хърватски поет и философ Андрия Миошич Качич (1704 – 1760).